# Mundial de Tenis Feminino da Riviera 2013
Il Mundial de Tenis Feminino da Riviera 2013 è stato un torneo di tennis facente parte della categoria ITF Women's Circuit nell'ambito dell'ITF Women's Circuit 2013. Il torneo si è giocato a Bertioga in Brasile dal 16 al 22 dicembre 2013 su campi in cemento e aveva un montepremi di $25,000.

## Vincitrici

### Singolare
Ulrikke Eikeri ha battuto in finale  Cindy Burger con il punteggio di 6–4, 2–6, 6–4

### Doppio
Paula Cristina Gonçalves /  Laura Pigossi hanno battuto in finale  Verónica Cepede Royg /  María Irigoyen con il punteggio di 2–6, 6–4, [10–7]